# Olecko
Olecko (do 20 XII 1928 Margrabowa, niem. Marggrabowa lub Oletzko; w latach 1928–1945 Treuburg) – miasto w północno-wschodniej części Polski w województwie warmińsko-mazurskim, powiecie oleckim, nad rzeką Legą (dawniej Oleg) i Jeziorem Oleckim Wielkim na Mazurach. Siedziba gminy Olecko. Od 2002 roku miasto jest siedzibą powiatu oleckiego.
Miasto położone jest na wschodnich krańcach Pojezierza Mazurskiego, na szlaku łączącym Krainę Wielkich Jezior Mazurskich z Pojezierzem Suwalsko-Augustowskim. Na rzeźbę terenu największy wpływ miały zlodowacenia, w efekcie czego jest urozmaicona. Obszar jest pagórkowaty – wzniesienia sięgają od 121 m n.p.m. w południowej części gminy do 220 m n.p.m. w części północno-wschodniej.
Okolice Olecka przecina sieć strumieni łączących jeziora. Lodowiec pozostawił w gminie Olecko ślady w postaci 15 jezior. Większość z nich należy do wód otwartych i posiada charakter rynnowy. Od północnego zachodu otaczają gminę obszary leśne Puszczy Boreckiej, która kryje w sobie rzadkie okazy roślin i zwierząt.
Olecko leży na Mazurach, w granicach historycznych Prus Dolnych, na obszarze dawnej Jaćwieży (Sudowii). Co roku, począwszy od 1994, odbywa się tu cykl imprez kulturalnych Przystanek Olecko.

## Historia
Najstarsze ślady pobytu ludzi na terenie wschodnich Mazur i ziemi oleckiej pochodzą sprzed 11 tys. lat p.n.e., czyli paleolitu. Okolice Olecka zasiedlała ludność tzw. kultury lyngbijskiej, której obozowiska zlokalizowano m.in. w Puchówce na terenie gminy Wieliczki. W połowie pierwszego tysiąclecia p.n.e. na obszar dzisiejszych Mazur przybyła ludność utożsamiana z Bałtami, której kulturę określano mianem kurhanów zachodniobałtyckich. Na podstawie wykopalisk można wnioskować, że już kilka tysięcy lat temu mieszkali tutaj ludzie.

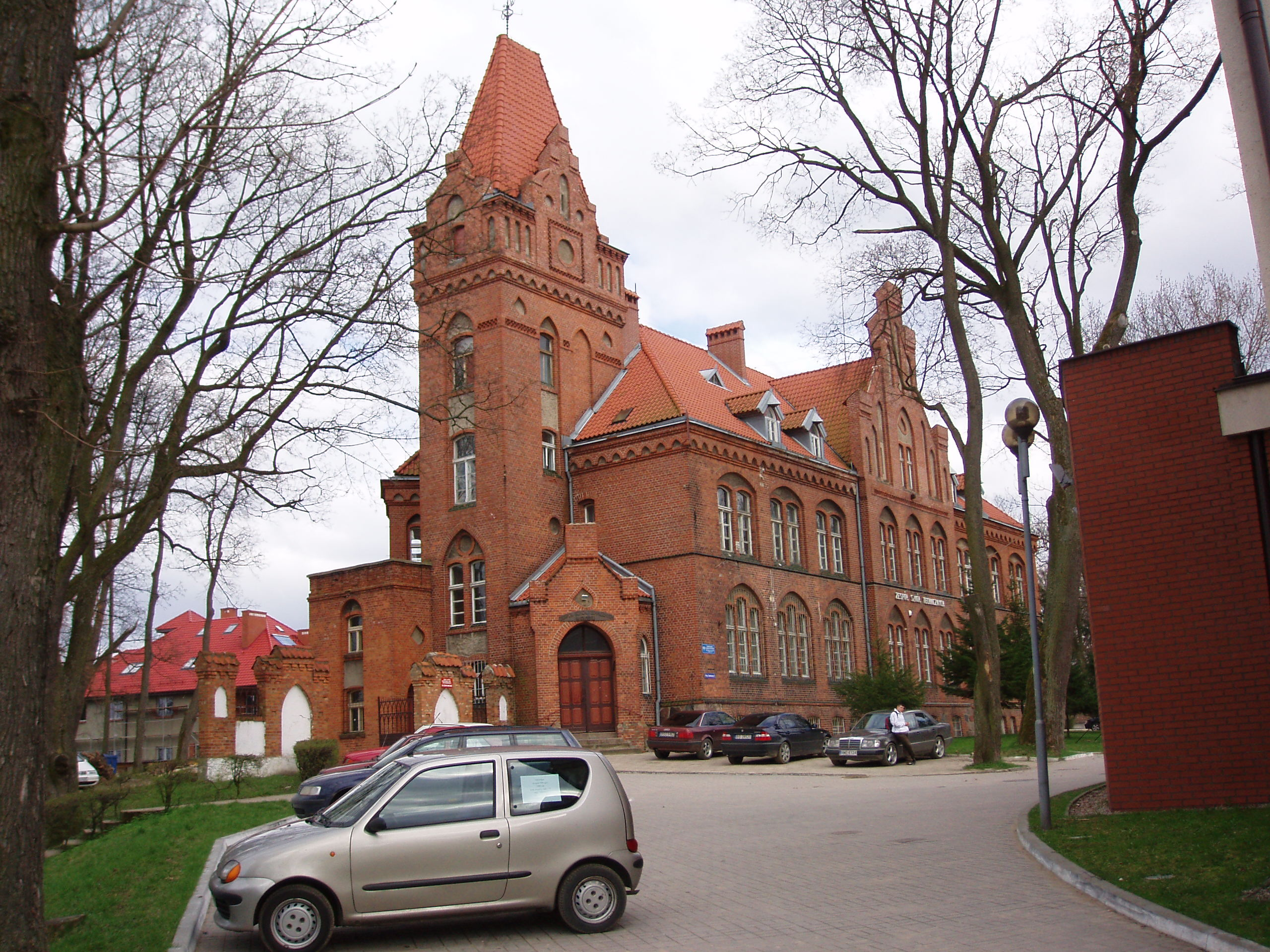
Zbudowany w 1897 r. na ruinach zamku neogotycki budynek starostwa powiatowego, obecnie Zespół Szkół Technicznych

Zaczątkiem miasta był zameczek myśliwski Olecko. Większość osad na terenie ziemi oleckiej powstała w XVI w., w czasach księcia Albrechta Hohenzollerna, który w 1560 r. założył pierwsze miasto w tej części Prus Książęcych. Akt lokacyjny dla miasta został wydany z datą 1 stycznia 1560 r. Zasadźcą miasta był Adam Woynowski. Niektórzy historycy niemieccy łączą założenie Olecka ze spotkaniem w zamku myśliwskim księcia Albrechta w 1560 r. z królem polskim, Zygmuntem Augustem. Okazją do spotkania miało być wspólne polowanie w puszczy. Na pamiątkę spotkania postanowiono założyć dwa miasta w puszczy po obu stronach granicy – po stronie polskiej Augustów (od imienia króla), po pruskiej – Margrabowa (od tytułu księcia Albrechta).
„Miasto otrzymuje pieczęć. Przedstawia ona na białym tle szarą basztę z jednym większym i dwoma mniejszymi szczytami czerwonej barwy. Na baszcie naniesiona jest tarcza herbowa z przepołowionym czerwonym orłem oraz czarno-białymi barwami. Pieczęci tej rada używać ma do potwierdzania prawdziwości swoich obwieszczeń, świadectw i innych koniecznych dokumentów.”
Otrzymało ono nazwę Margrabowa (od tytułu Albrechta – margrabiego brandenburskiego) i, jako ważny ośrodek wymiany handlowej na pograniczu polsko-litewsko-pruskim, największy spośród wszystkich rynek (ponad 5,5 ha). Ludność polska używała równolegle nazwy Olecko. Miasto otrzymało prawo urządzania czterech jarmarków rocznie, jednakże nie stało się nigdy poważniejszym ośrodkiem handlowym.
Do 1657 miasto pozostawało częścią I Rzeczypospolitej jako lenno Korony Królestwa Polskiego.
Rozwój miasta hamowały klęski żywiołowe, takie jak pożary, epidemie oraz zniszczenia wojenne. Powodowały one straty materialne, ubytki ludności polskiego pochodzenia oraz niemal całkowite zniszczenie zabytków architektury.
Zniszczenia miastu przyniosły pożary w końcu XVII i na początku XVIII w., najazd tatarski w latach 1656–1657, epidemia dżumy, która w latach 1709–1711 pochłonęła na terenie ówczesnego starostwa oleckiego ok. 11 tysięcy osób (w samym Olecku ocalało zaledwie 78 osób) oraz obie wojny światowe.
W okresie kampanii napoleońskiej w Olecku kwaterowały oddziały gen. Józefa Zajączka i gen. Jana Henryk Dąbrowskiego. W 1818 miasto zostało siedzibą powiatu.
Wieloletnie osadnictwo ludności mazurskiej w południowym pasie Prus Książęcych sprawiło, że powiat olecki posiadał polski charakter etniczny – przykładowo według danych pruskich w 1831 Polacy stanowili 84,4% mieszkańców powiatu, a według szacunków 90%. Z Oleckiem związani byli ludzie protestujący przeciwko akcji germanizacyjnej na Mazurach. W roku 1659 urodził się tu Jan Moneta – lektor języka polskiego w gimnazjum akademickim w Gdańsku. W Wojnasach (Gmina Wieliczki) koło Olecka urodził się w 1790 roku Krystyn Lach Szyrma – pisarz i uczony, profesor filozofii na Uniwersytecie Warszawskim. W Olecku żył i pracował w latach 1820–1837 pastor A. F. Czygan – założyciel i redaktor pisma „Nowiny o Rozszerzeniu Wiary Chrześcijańskiej”. Przewodniczył on w 1836 roku synodowi pastorów mazurskich w Olecku, na którym to podjęto uchwałę przeciwko usuwaniu języka polskiego ze szkół na Mazurach. Tu wreszcie w 1856 roku urodził się Karol Sembrzycki – redaktor pism dla ludności polskiej: „Mazur Wschodnio-Pruski”, wydawca kalendarzy i działacz oświatowy.

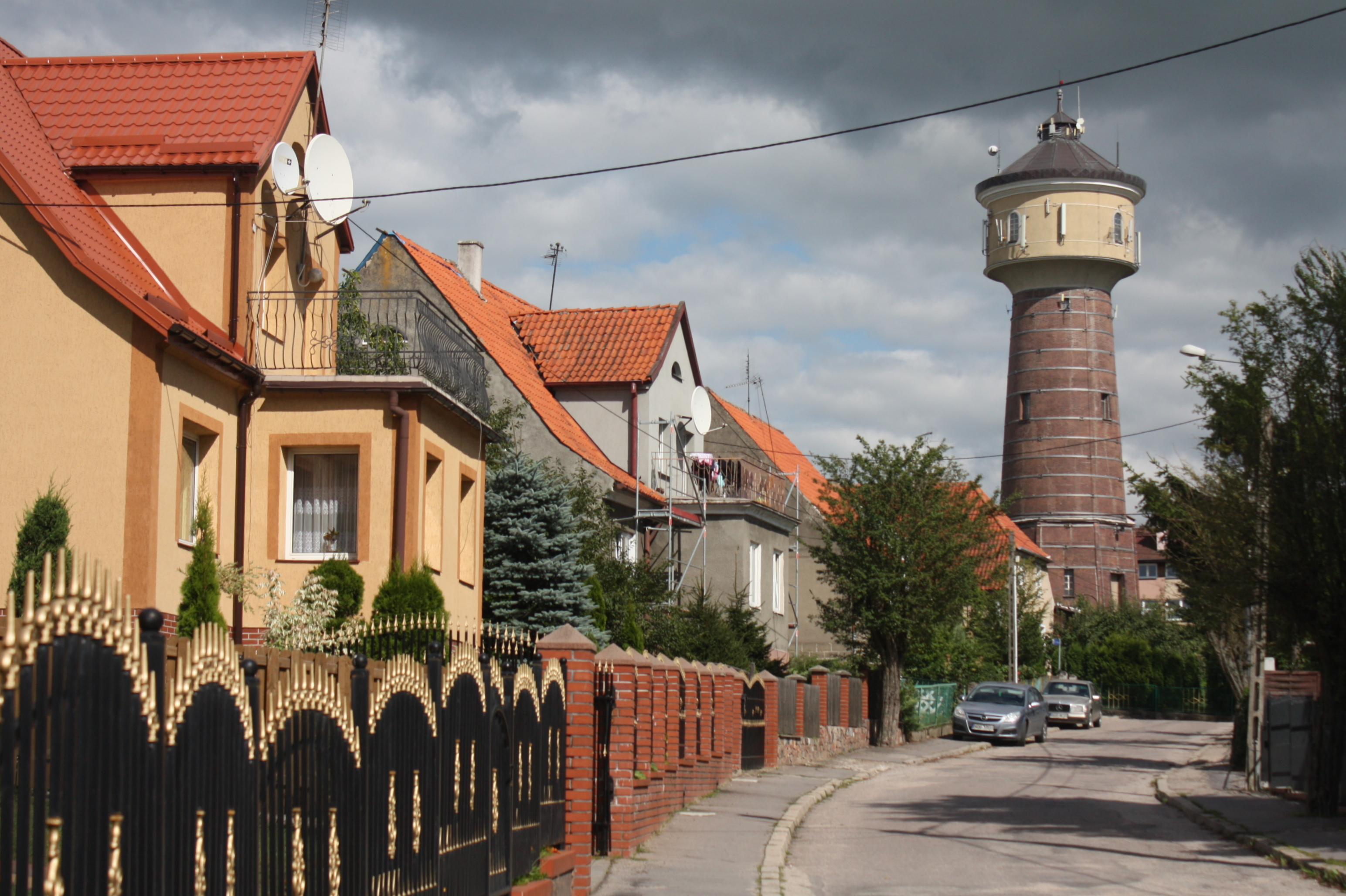
Wieża ciśnień z przełomu XIX–XX w.

W drugiej połowie XIX wieku szybszy rozwój miasta wiązał się z budową połączeń drogowych i kolejowych. W 1879 przez Olecko poprowadzono linię Ełk–Wystruć, a w 1908 uruchomiono połączenie z Giżyckiem. Na początku wieku XX zbudowano sieć kolejek wąskotorowych, w tym stację Olecko Wąskotorowe. Począwszy od lat 70. XIX wieku stworzono także szereg urządzeń komunalnych i usługowych: gazownię, elektrownię, wodociągi i kanalizację, rzeźnię i chłodnię. Wskutek germanizacji, już po włączeniu miasta do Niemiec (1871), u schyłku XIX w. udział Polaków w populacji powiatu spadł poniżej 50%.

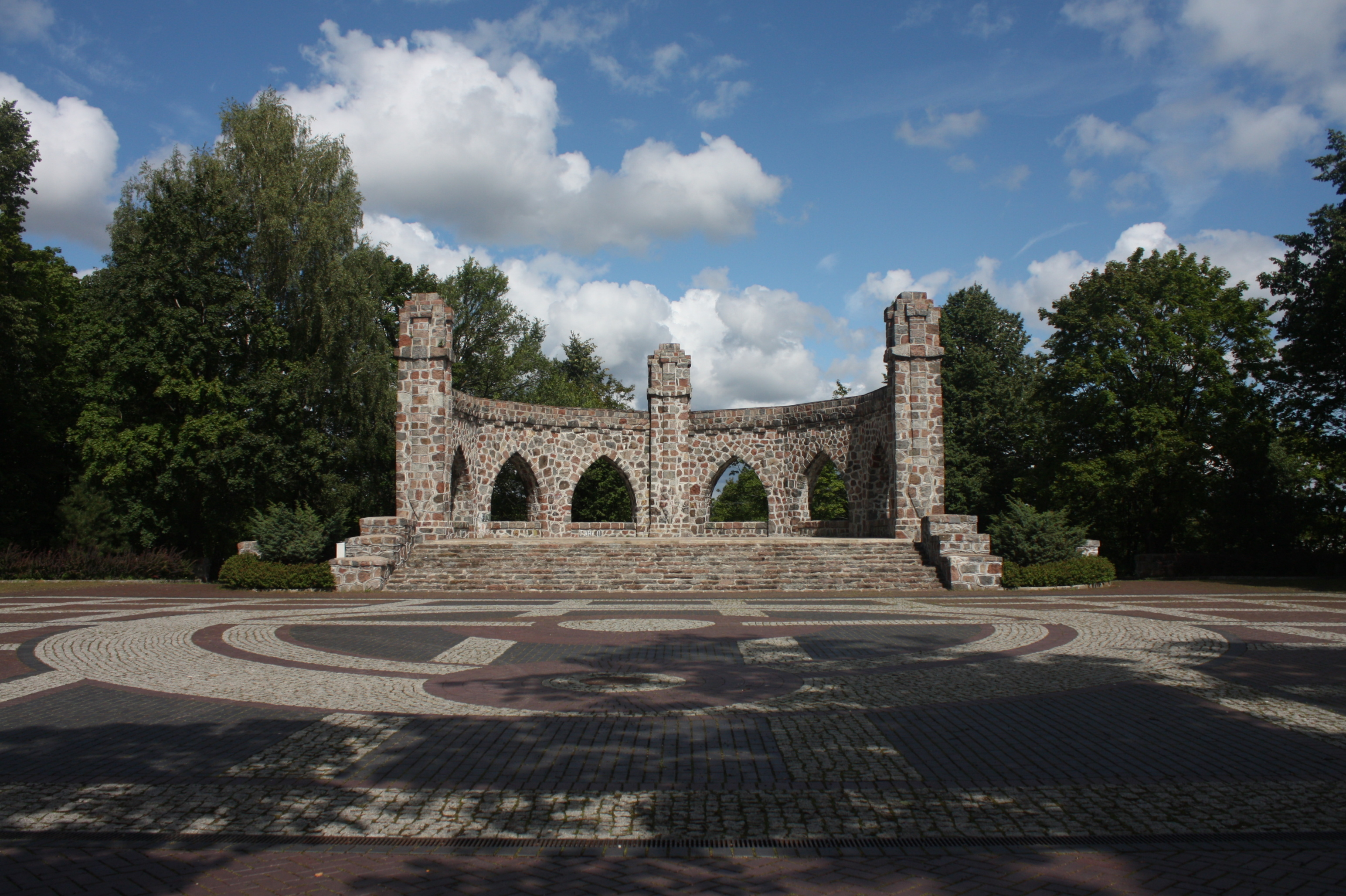
Pomnik ku czci żołnierzy poległych w czasie I wojny światowej odsłonięty 11 września 1927

Olecko i najbliższe okolice miasta były miejscem krwawych walk niemiecko-rosyjskich w latach 1914–1915. Miasto było przez pewien czas okupowane przez wojska rosyjskie i doznało zniszczeń. Odbudowę przeprowadzono jeszcze w czasie wojny, przy szczególnym wsparciu partnerskiego powiatu Bergisch Gladbach z Nadrenii.
Powiat olecki był w dużej mierze zamieszkany przez ludność polskojęzyczną wyznania ewangelickiego. W 1912 roku 37,9% ludności powiatu posługiwało się językiem polskim. Była to jednak niemal wyłącznie ludność wiejska, w samym Olecku zdecydowanie dominowali Niemcy. Przywiązaniu do własnej mowy i rodzinnej swojskości nie towarzyszyło zresztą poczucie polskiej świadomości narodowej. Plebiscyt w powiecie oleckim w 1920 roku zakończył się przytłaczającym sukcesem Niemiec. Z 28 627 oddanych w powiecie głosów jedynie 2 padły za Polską.
Dla upamiętnienia zwycięstwa odniesionego w plebiscycie i zatarcia słowiańskiego brzmienia obu historycznych nazw miasta Niemcy w 1928 nazwali je Treuburg („Wierny Gród”). Nazwę tę w 1933 roku rozciągnięto na cały powiat, nazywany dotąd oleckim (Kreis Oletzko). W wyborach do Reichstagu 5 marca 1933 roku NSDAP uzyskała w powiecie 74,5% głosów; jej najpoważniejszy oponent, SPD, 10,6%.
Wojska radzieckie przekroczyły granicę Prus Wschodnich w październiku 1944, ale do końca 1944 nie prowadzono większych działań ofensywnych.

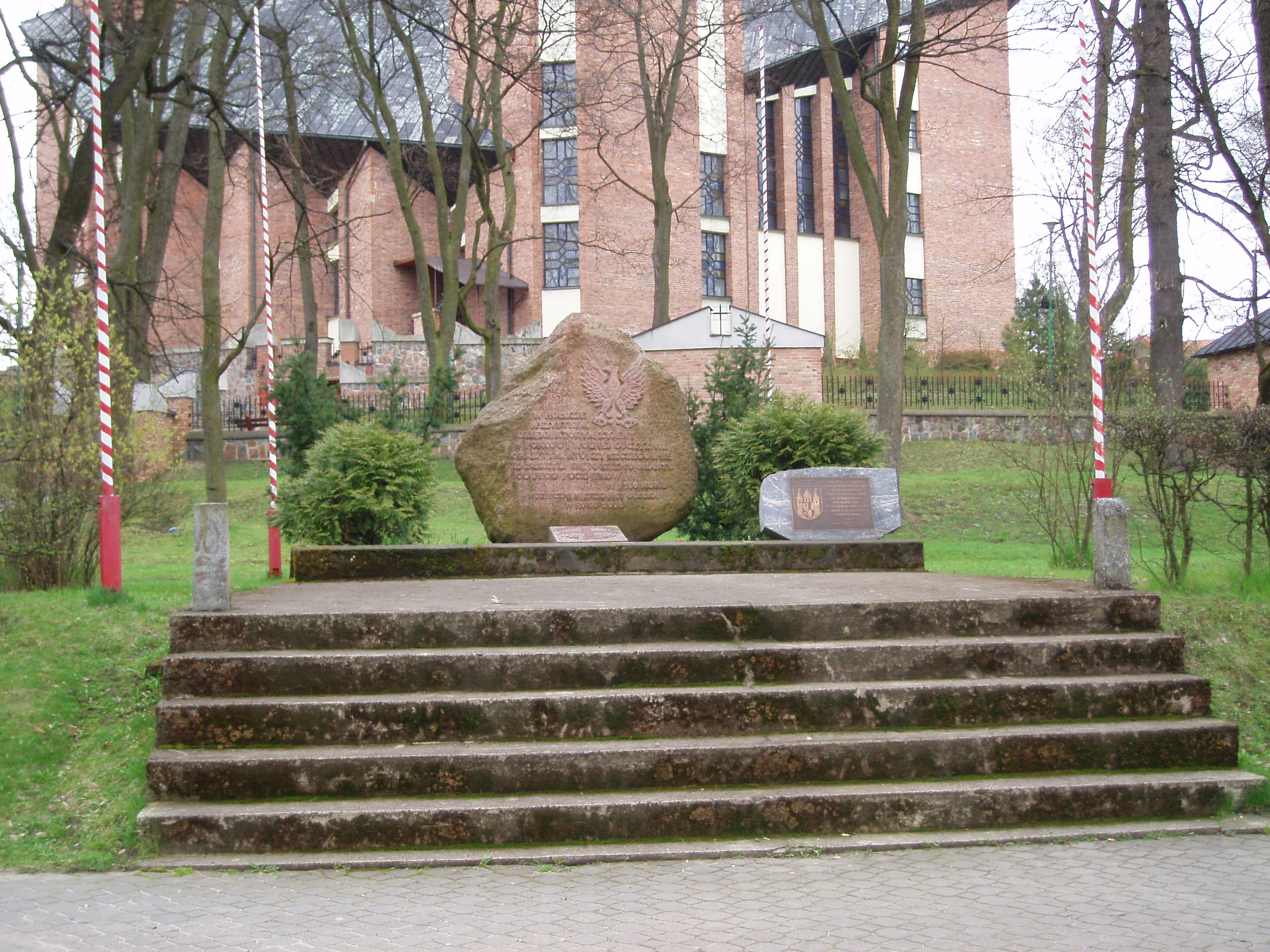
Pomnik Wdzięczności z 2000 r.

Żołnierze Armii Czerwonej na teren powiatu wkroczyli od strony północnej 22 stycznia i od wschodu 23 stycznia 1945 r. Miasto zostało zajęte 23 stycznia 1945 roku. W wyniku podpaleń legło w gruzach 80% jego zabudowy. 3 czerwca komendant radziecki przekazał miasto administracji polskiej. Rozpoczęto proces wysiedlania pozostałej w mieście ludności niemieckiej i przyjmowania polskich osadników. Pierwszym burmistrzem miasta 18 lipca 1945 roku został Feliks Lubierzyński, zaś starostą Janusz Srzednicki. Wojska radzieckie opuściły Olecko 15 września 1945.
Od 1945 do 1946 miasto leżało na terenie Ziem Odzyskanych (Okręg Mazurski), obecna nazwa została administracyjnie zatwierdzona 7 maja 1946. W latach 1946–1975 miasto administracyjnie należało do województwa białostockiego, zaś w latach 1975–1998 do województwa suwalskiego. Po wojnie usunięto i częściowo odbudowano zniszczenia, rozwinął się przemysł rolno-spożywczy i tekstylny oraz fabryka domów dla rolnictwa. Rozwinęło się także podmiejskie budownictwo mieszkaniowe, powstały nowe szkoły i obiekty użyteczności publicznej.
W 1972 r. miasto było siedzibą, ale nie należało do gromady Olecko.

## Architektura
Zabytki:

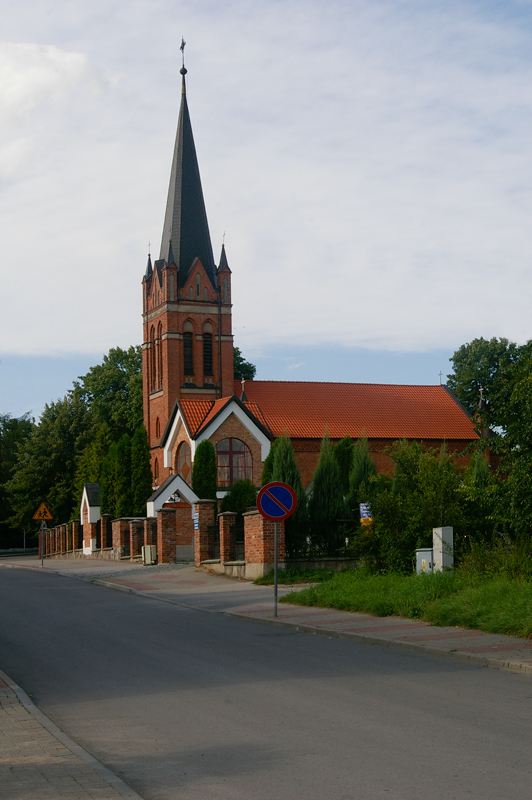
Kościół Podwyższenia Krzyża Świętego

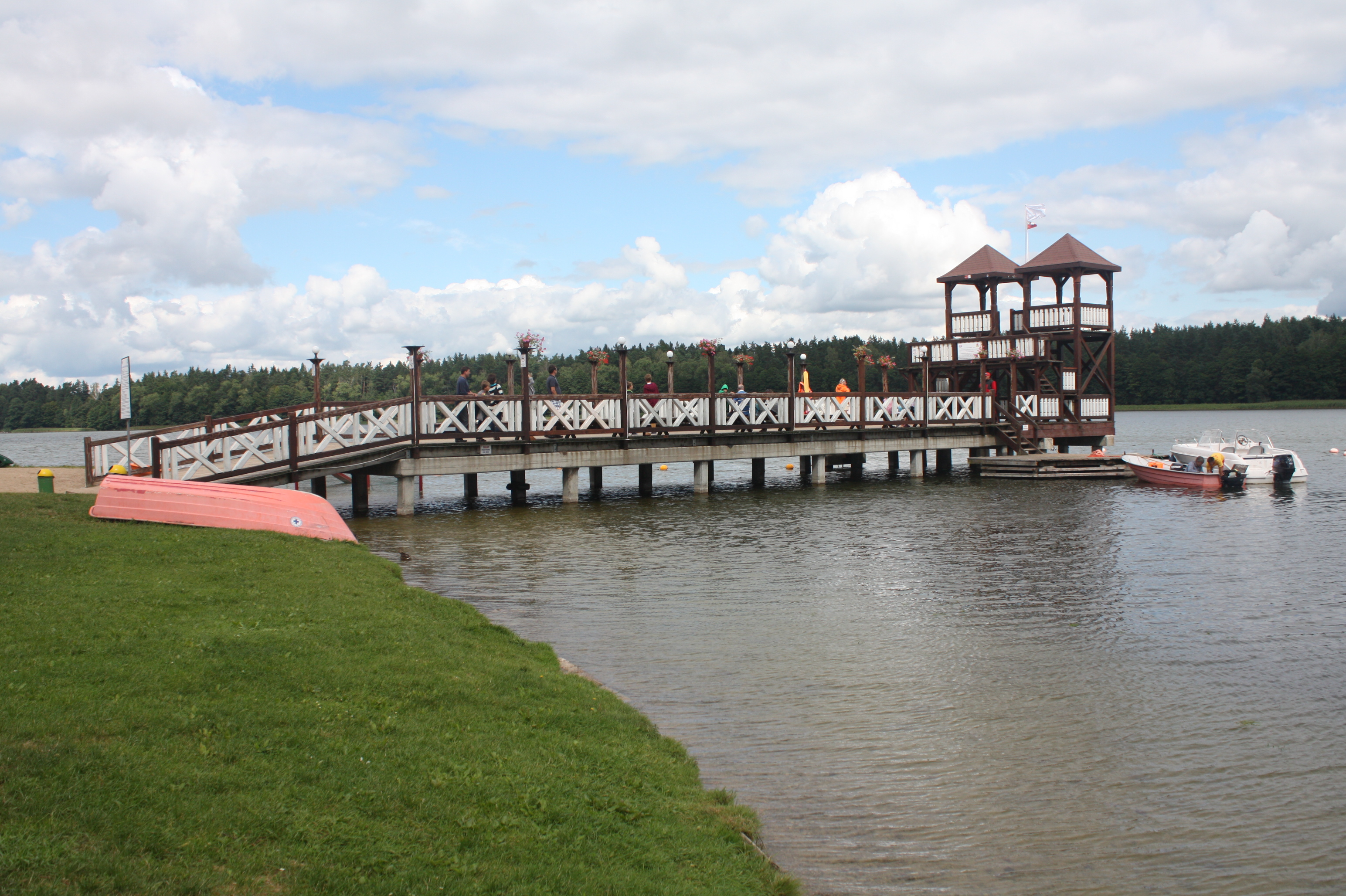
Zabytkowe molo nad Jeziorem Olecko

- Zabytkowy układ urbanistyczny miasta XVI–XIX w.
  - Rynek wytyczony w kształcie nieregularnego trapezu wraz z lokacją miasta, o wymiarach 255 × 215 × 228 × 225 m – pod względem powierzchni największy w Polsce i jeden z największych w Europie.
  - Silnie zgeometryzowana sieć ulic wychodzących z narożników rynku; tradycyjna, zwarta zabudowa została w większości zastąpiona po zniszczeniach 1945 r. luźną zabudową osiedlową i zachowała się jedynie od północno-wschodniej strony rynku.
- Dawny kompleks zamkowy – obiekt obronny istniał tu już w czasach staropruskich. W czasach krzyżackich, zbudowano w tym miejscu pałacyk myśliwski dla dostojników Zakonu. Historia mówi, że w 1560 r. spotkał się tu książę Albrecht z królem Zygmuntem Augustem. Przypuszczać można, że zameczek powstał na miejscu starej budowli warownej, o czym świadczy plan miasta Olecka z XVIII w. W późniejszym rejestrze budowli i zabytków wschodniopruskich istniał zapis rozpoczęcia w 1654 r. budowy okazałego zamku. Zamek z połowy XVII w. widział i opisywał w 1748 r. August Hermann Lucanus. Inwestorem oleckiego zamku siedziby starostów książęcych był Fryderyk Wilhelm (1640–1680). W XVIII w. zamek zaczął podupadać, a w 1822 r. spłonął całkowicie i nie został już odbudowany. Pod koniec XIX w. ruiny zamku zostały usunięte, a na ich miejscu stanął w 1897 r. neogotycki budynek starostwa powiatowego. W czasie robót wykopaliskowych, prowadzonych w l. 80 XX wieku od strony południowej budynku starostwa odsłonięto fragmenty konstrukcji dawnego zamku z wyraźnie widoczną basztą narożną.
- Kościół Podwyższenia Krzyża Świętego – (budowa kościoła 1859-1861), kaplica II poł. XIX w.
- Skocznia i drewniane molo wchodzące w jezioro, pochodzące z ok. 1930 r.
- Pomnik ofiar I wojny światowej z kompleksem sportowym, rekreacyjnym i parkowym powstał ok. 1928 r.
- Chata mazurska, drewniana pochodząca z lat 20.
- Zabytkowy młyn wodny pochodzący z 1895 r. położony nad rzeką Legą (obecnie elektryczny).
- Wieża ciśnień wybudowana na przełomie XIX–XX w.
- Zabytkowa kamienica wybudowana pod koniec XIX w., mieszcząca się na Placu Wolności pod numerem 17.
- Hotel Kronprinz, obecnie dom mieszkalny, przy Placu Wolności pod numerem 14
- Szereg domów mieszkalnych murowanych, których budowę datuje się na koniec XIX i początek XX w. (ul. Armii Krajowej, 11 Listopada, Grunwaldzka, Kolejowa, plac Wolności).

Wybrane oleckie kamienice:
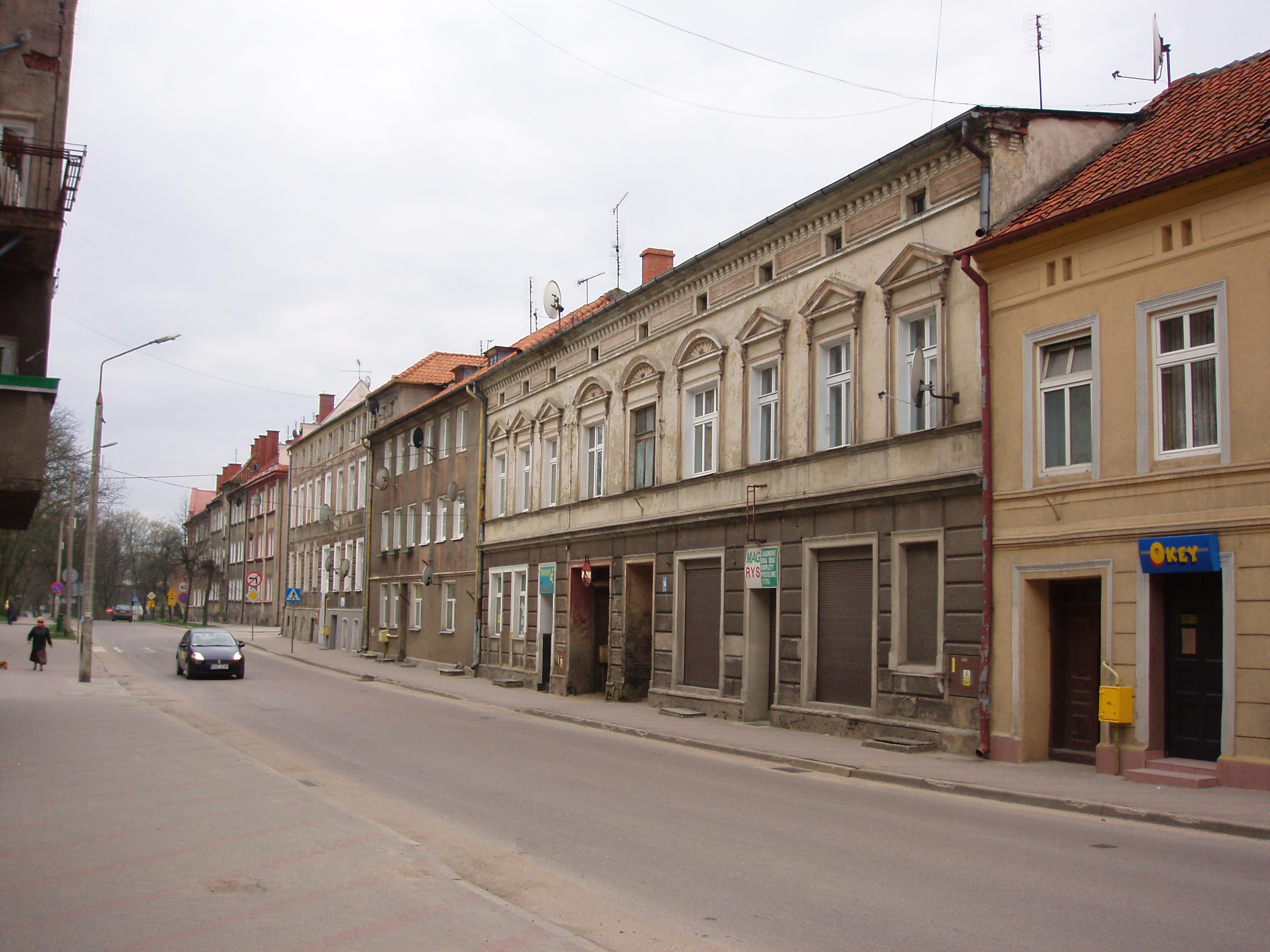
Ulica Kolejowa
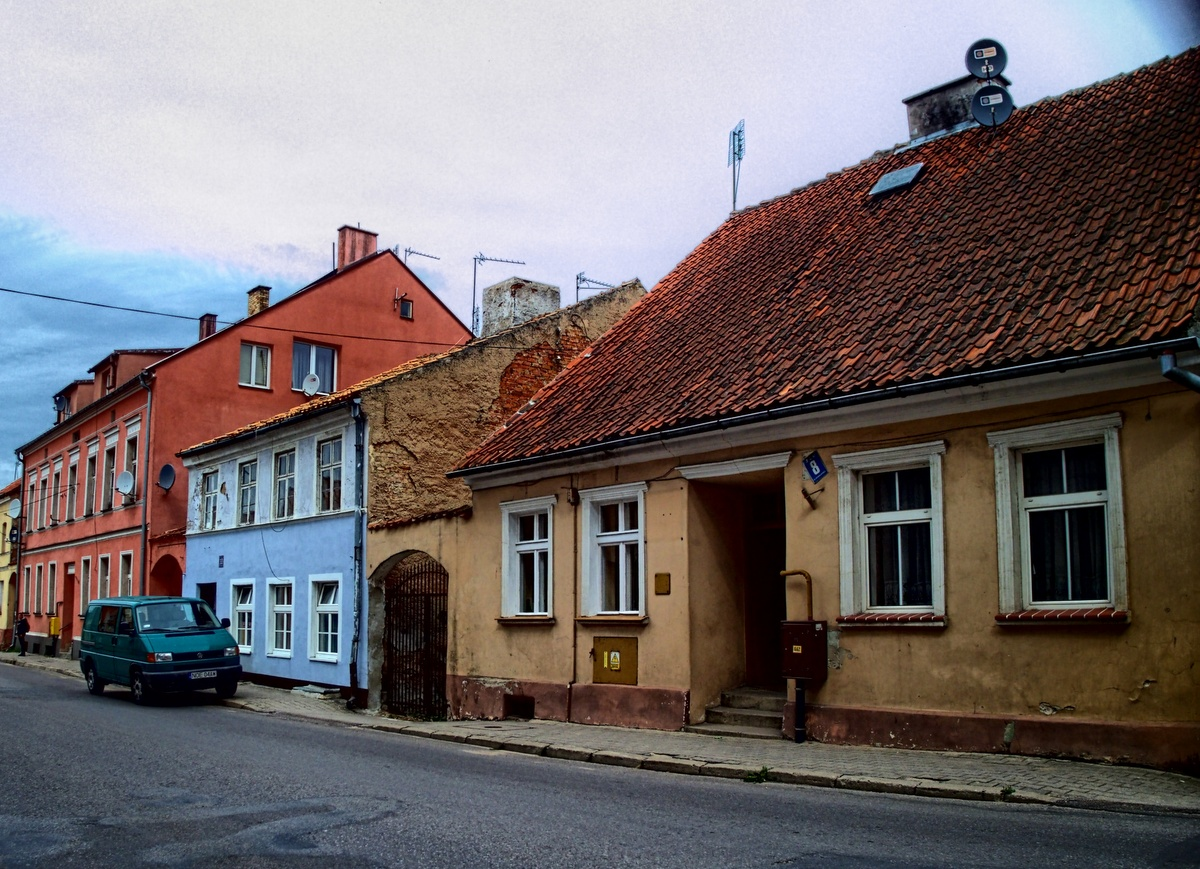
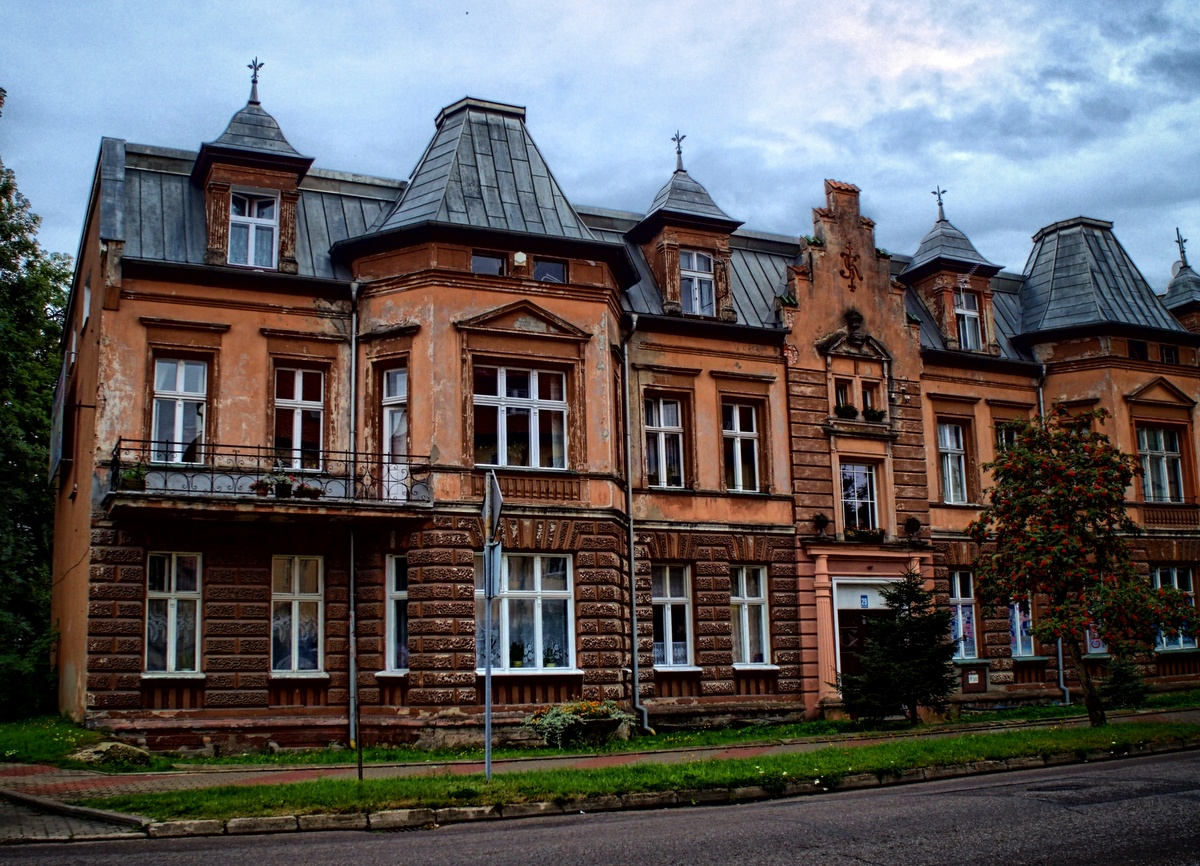
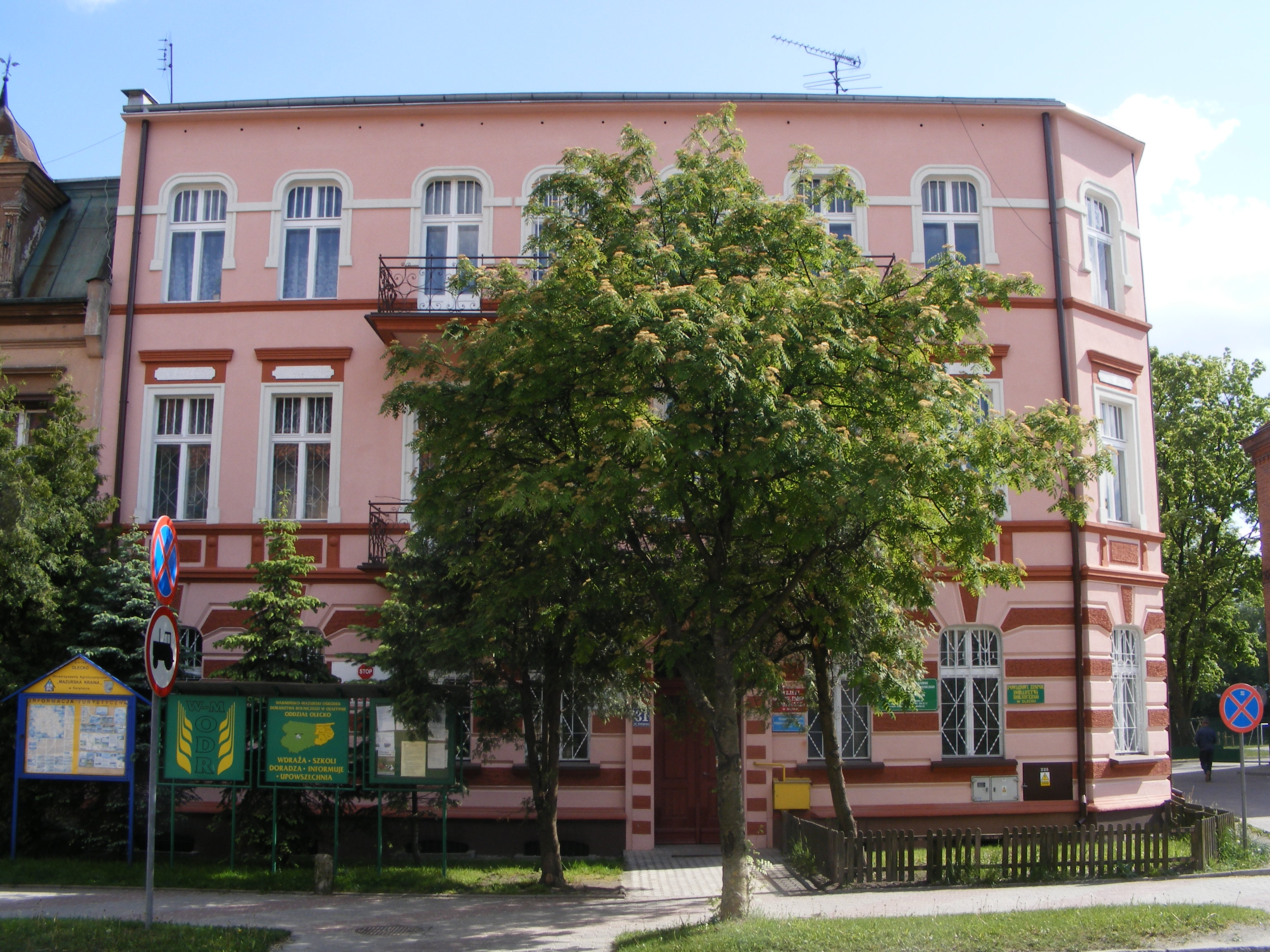
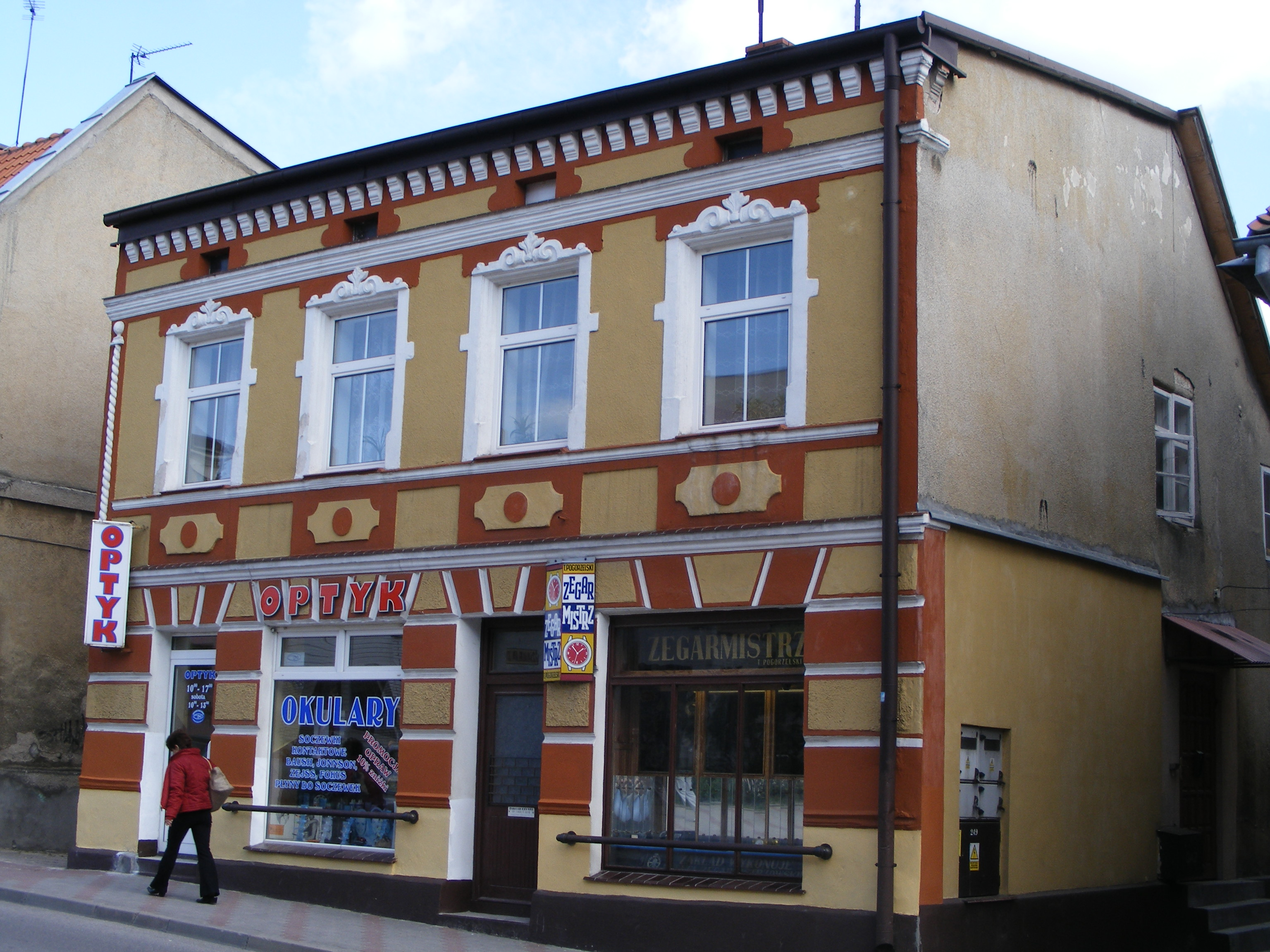
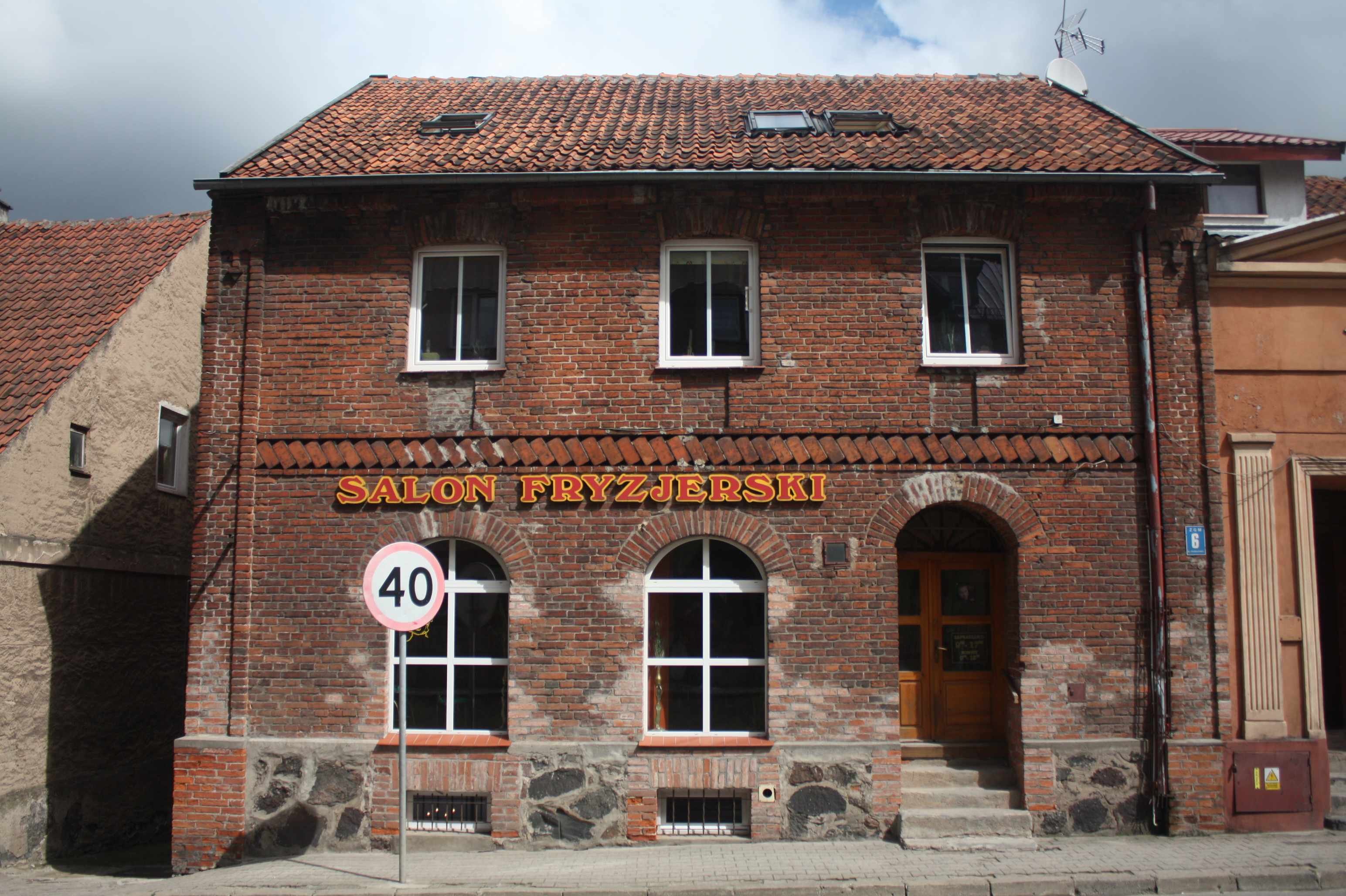

## Demografia
Ludność Olecka od 1875:

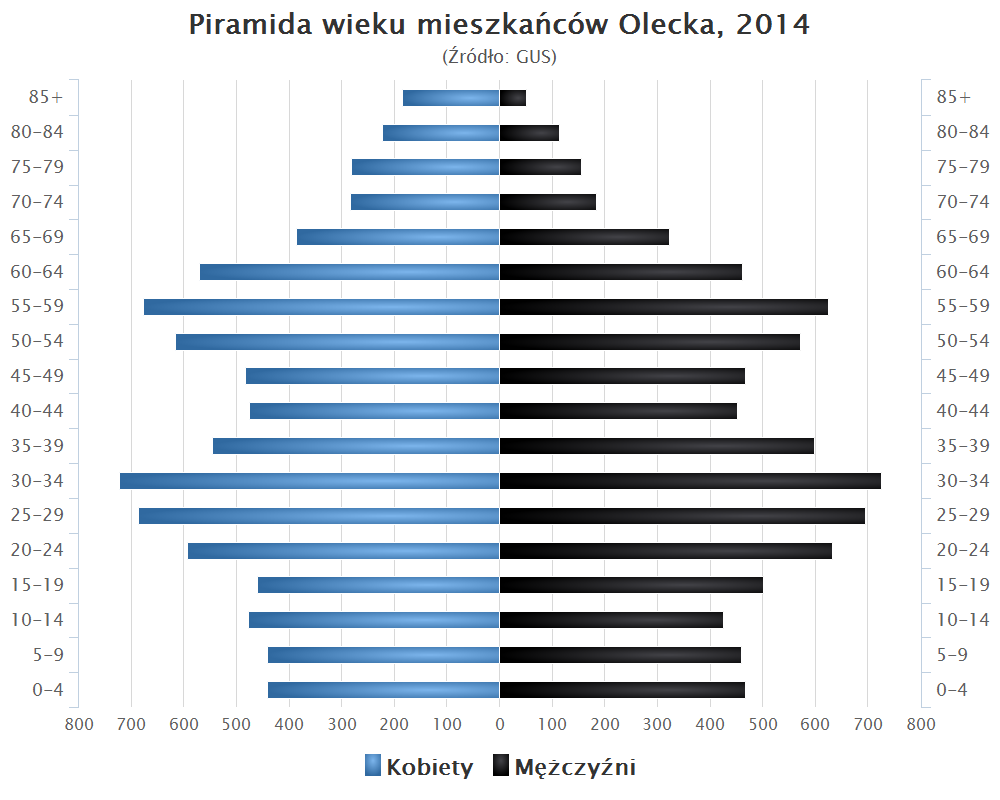
Piramida wieku mieszkańców Olecka (2014)

Średnia wieku mieszkańców Olecka wynosiła w 2019 41 lat (kobiety 42,7 lat, mężczyźni 39,1 lat).

## Klimat
| Miesiąc                          | Sty  | Lut  | Mar  | Kwi  | Maj  | Cze  | Lip  | Sie | Wrz  | Paź  | Lis  | Gru  | Roczna |
| -------------------------------- | ---- | ---- | ---- | ---- | ---- | ---- | ---- | --- | ---- | ---- | ---- | ---- | ------ |
| Średnie temperatury w dzień [°C] | -1   | 0    | 2    | 11   | 18   | 20   | 22   | 22  | 16   | 10   | 3    | -1   | 10     |
| Średnie temperatury w nocy [°C]  | -4   | -3   | 1    | 5    | 12   | 15   | 17   | 15  | 11   | 6    | 1    | -2   | 6      |
| Opady [mm]                       | 40.6 | 30.5 | 30.5 | 40.6 | 48.3 | 76.2 | 91.4 | 94  | 91.4 | 45.7 | 45.7 | 45.7 | 635    |
| Źródło: Klimat Olecka 22.10.2006 |      |      |      |      |      |      |      |     |      |      |      |      |        |

Informacja o rzekomym rekordzie zimna w Olecku (–42,2 °C z 9 lutego 1929 roku) była fałszywa. Niemieckie roczniki meteorologiczne obalają ten mit. Temperatura minimalna w Olecku w lutym 1929 roku wyniosła –32,6 °C (10.02.1929).

## Osiedla

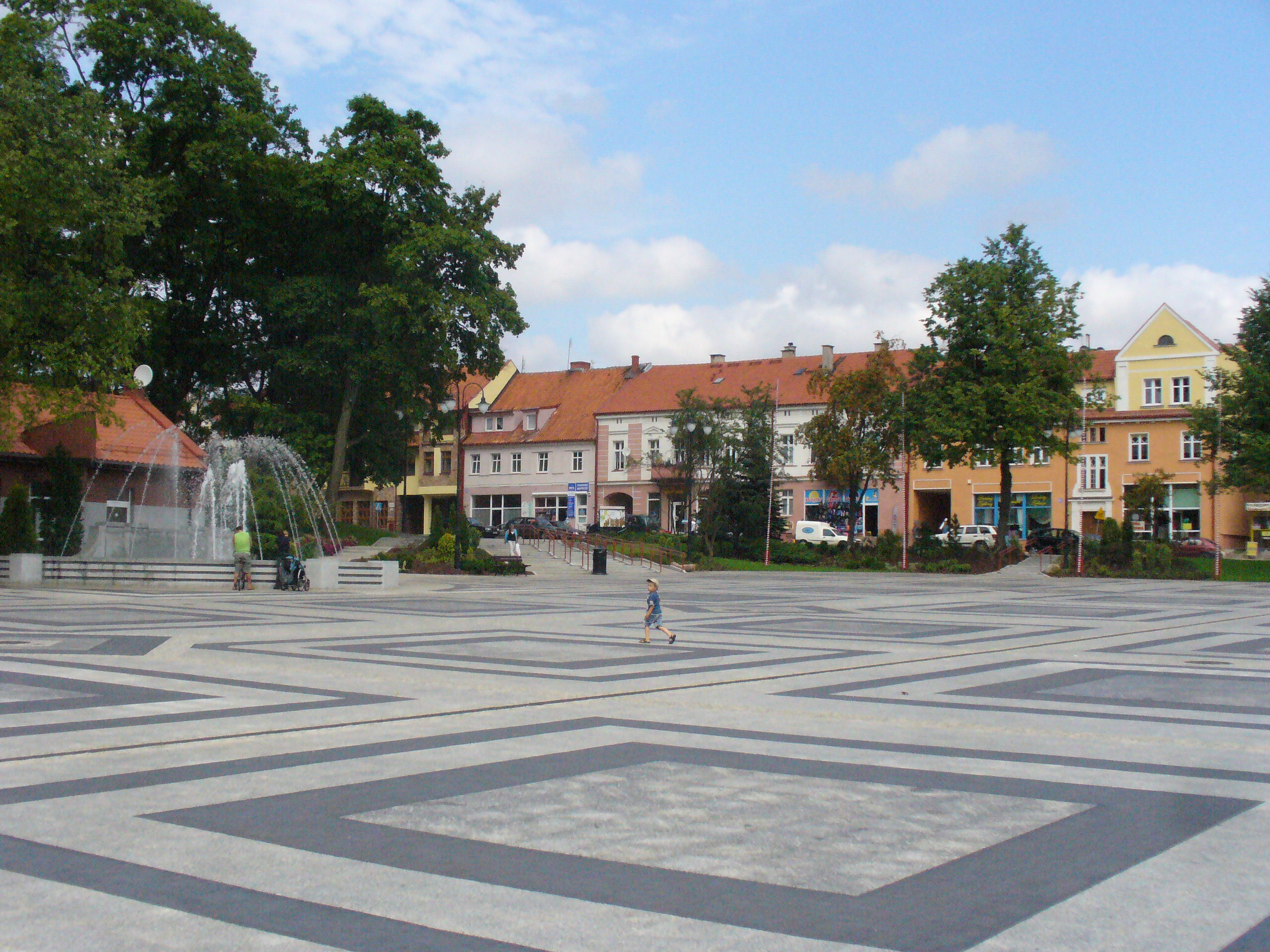
Plac Wolności w Śródmieściu

- XXX-lecia
- Osiedle Siejnik
- Lesk
- Osiedle Zielone
- Osiedle Nad Legą
- Śródmieście (Centrum)

## Gospodarka
Olecko to miasto rozwijające się głównie w kierunku handlowym, turystycznym i przemysłowym. Znajdują się sklepy z wielu branż: odzieżowej, budowlanej, spożywczej itp.

## Transport

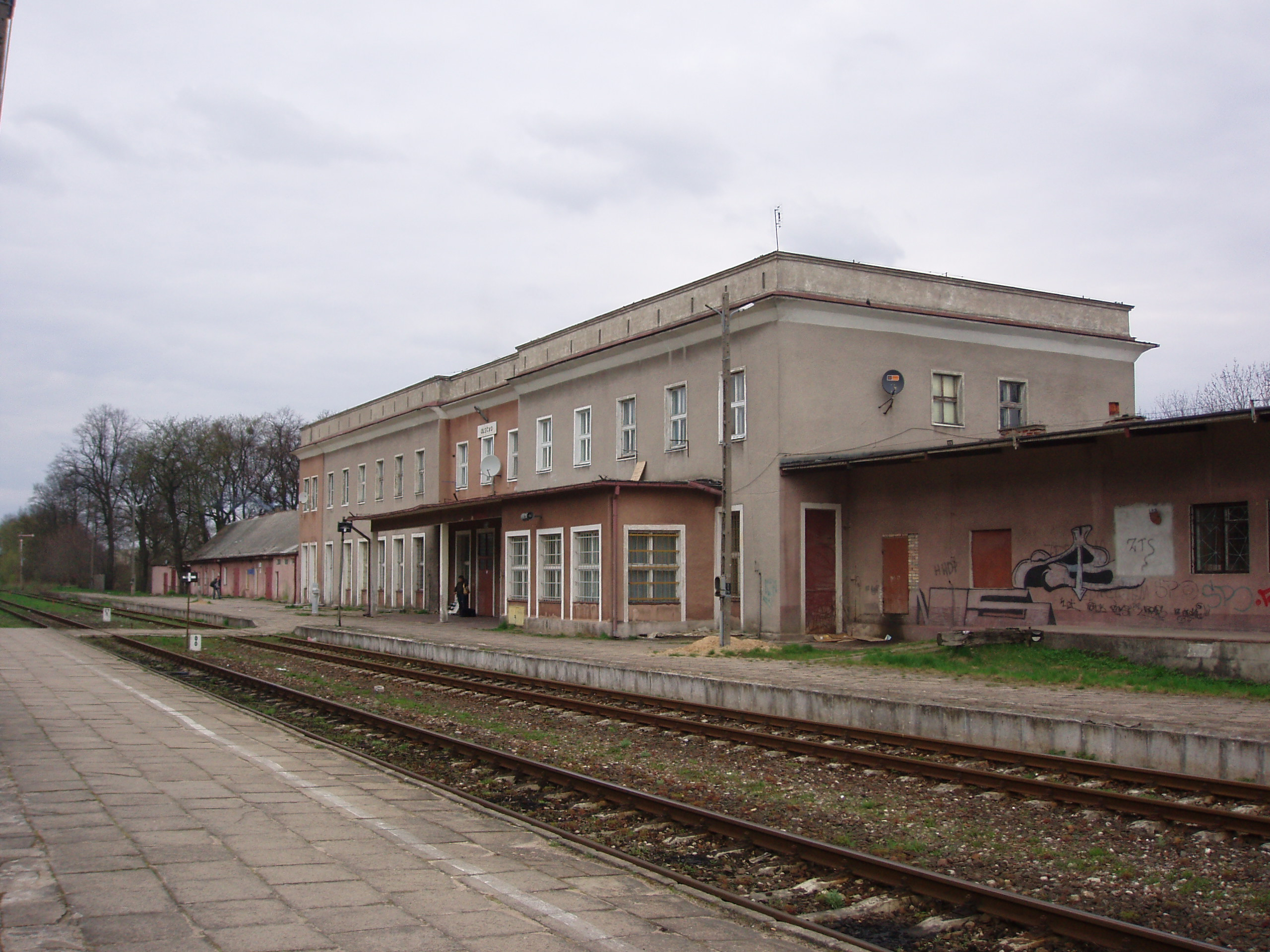
Stacja kolejowa

W gminie przecinają się drogi: droga krajowa nr 65 Gołdap – Olecko – Ełk – Białystok – Bobrowniki z drogami wojewódzkimi Olecko – Raczki (nr 655), Olecko – Suwałki (nr 653), Olecko – Giżycko (nr 655). Odległości pomiędzy większymi miastami regionu (Augustów, Ełk, Gołdap, Suwałki) wynoszą około 30 km.
W 2013 roku oddano do użytku obwodnicę Olecka, w ciągu drogi krajowej nr 65.
W 2013 przy ul. Gołdapskiej oddano do użytku sanitarne lądowisko Olmedica.

## Kultura
Życie kulturalne skupia się m.in. w Regionalnym Ośrodku Kultury „Mazury Garbate”, w którym funkcjonują: Olecka Izba Historyczna, teatr Scena Ruchliwa, a także grupy teatralne AMALGAT, Snac oraz 6 i pół. Ośrodek współpracuje z biblioteką i miejskim kinem.
W gminie założono również zespoły folklorystyczne – Zespół Pieśni i Tańca OLECKO, zespół śpiewaczy z klubu seniora „Oleckie Echo” oraz Olecką Formację Tańca OFTA.
Od 20–21 lutego 2004 odbywają się cykliczne imprezy: Przystanek Olecko, Olecki Przegląd Otwartych Filmów OP-OF, Festiwal Teatralny „Melpomena” i rozpoczęta w 1978 r. przez Marka Gałązkę inicjatywa Spotkania z Teatrem Amatorskim – SZTAMA.
Od 1998 roku w Olecku funkcjonuje także Sportowy Klub Tańca Towarzyskiego „Promenada”.
Miejska Orkiestra Dęta od 2010 roku działa w strukturze Regionalnego Ośrodka Kultury w Olecku „Mazury Garbate”.
Biblioteki:
- Miejska Biblioteka Publiczna
- Miejska Biblioteka Publiczna dla dzieci
- Warmińsko-Mazurska Biblioteka Pedagogiczna im. Tadeusza Kotarbińskiego w Olsztynie Filia w Olecku

Instytucje kulturalne:
- Regionalny Ośrodek Kultury „Mazury Garbate”
- Miejska Biblioteka Publiczna w Olecku
- Kino „Mazur”

## Edukacja i nauka

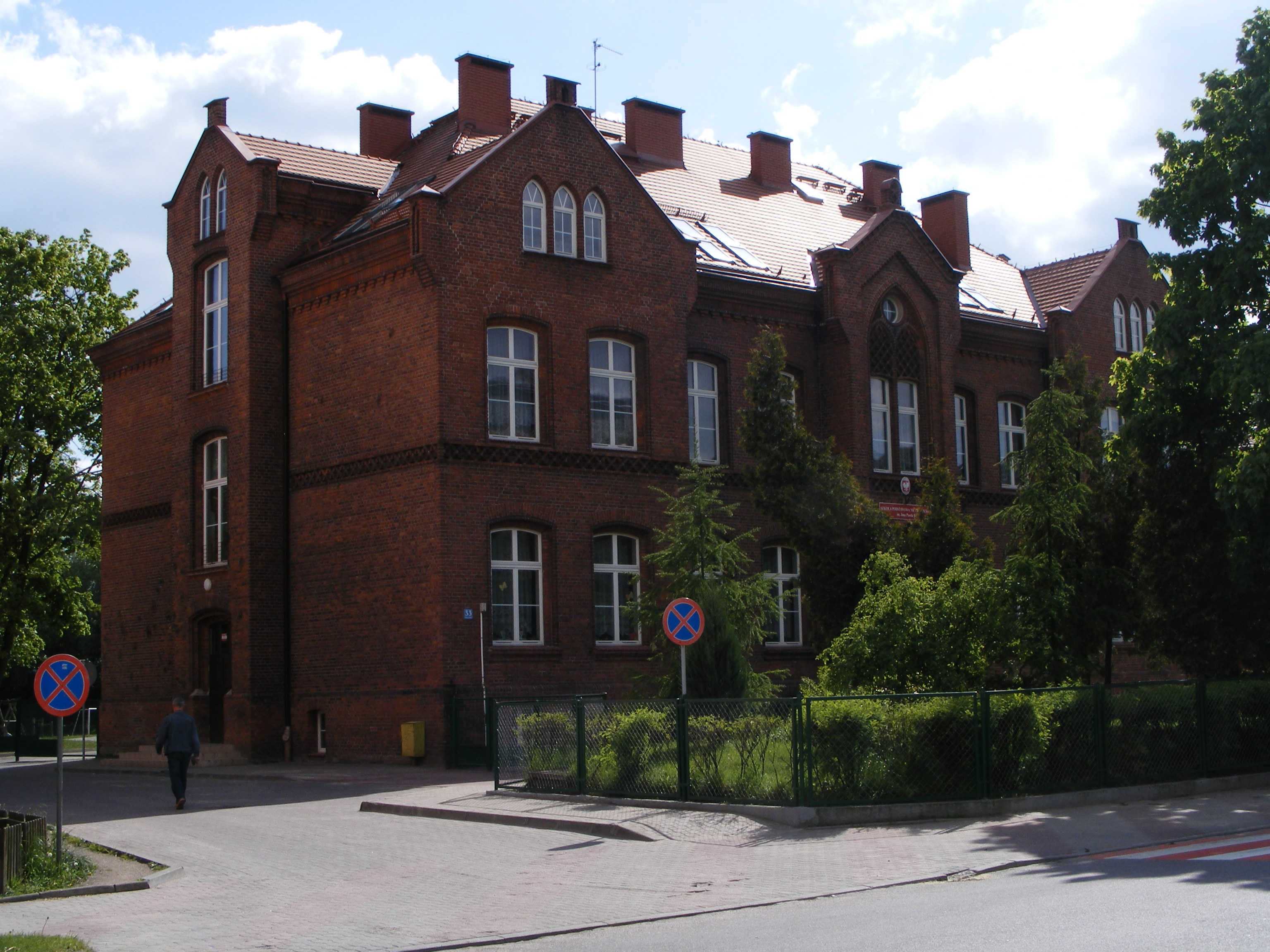
Szkoła Podstawowa nr 3

### Przedszkola
- Przedszkole z Oddziałami Integracyjnymi w Olecku
- Niepubliczne Przedszkole nr 1
- Niepubliczne Przedszkole nr 2

### Szkoły podstawowe

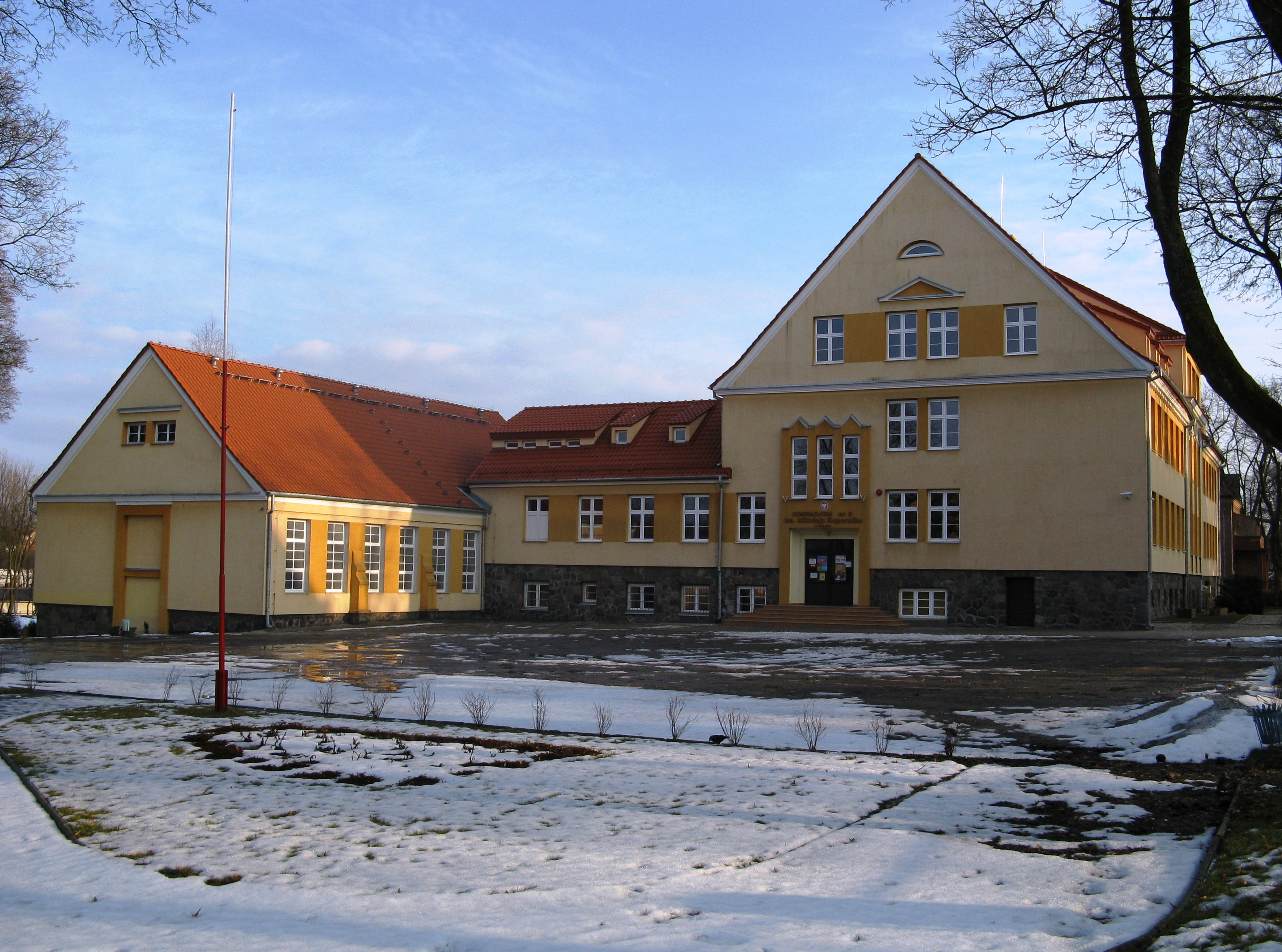
Szkoła Podstawowa nr 2 im. Mikołaja Kopernika

- Szkoła Podstawowa nr 1 im. Henryka Sienkiewicza
- Szkoła Podstawowa nr 2 im. Mikołaja Kopernika (z oddziałami gimnazjalnymi)
- Szkoła Podstawowa nr 3 im. Jana Pawła II
- Szkoła Podstawowa nr 4 z Oddziałami Integracyjnymi w Zespole Szkół im. ks. Jana Twardowskiego (z oddziałami gimnazjalnymi)
- Społeczna Szkoła Podstawowa „STO” (z oddziałami gimnazjalnymi)
- Szkoła Podstawowa nr 5 (Ośrodek Szkolno-Wychowawczy dla Dzieci Głuchych i Niedosłyszących im. św. Filipa Smaldone) (z oddziałami gimnazjalnymi)

### Szkoły ponadpodstawowe
- I Liceum Ogólnokształcące im. Jana Kochanowskiego w Olecku (10 kwietnia 1995 liceum, jako pierwsza szkoła średnia w regionie, uzyskała połączenie z ogólnoświatową siecią internet).
- II Liceum Ogólnokształcące
- Liceum Ogólnokształcące ZDZ
- Technikum nr 1
- Technikum nr 2
- Technikum nr 3
- Branżowa Szkoła I Stopnia nr 1
- Branżowa Szkoła I Stopnia nr 2
- Branżowa Szkoła I Stopnia nr 3
- Szkoła Policealna nr 1
- Szkoła Policealna nr 2
- Szkoła Policealna nr 3
- Społeczne Liceum Ogólnokształcące STO

### Uczelnie

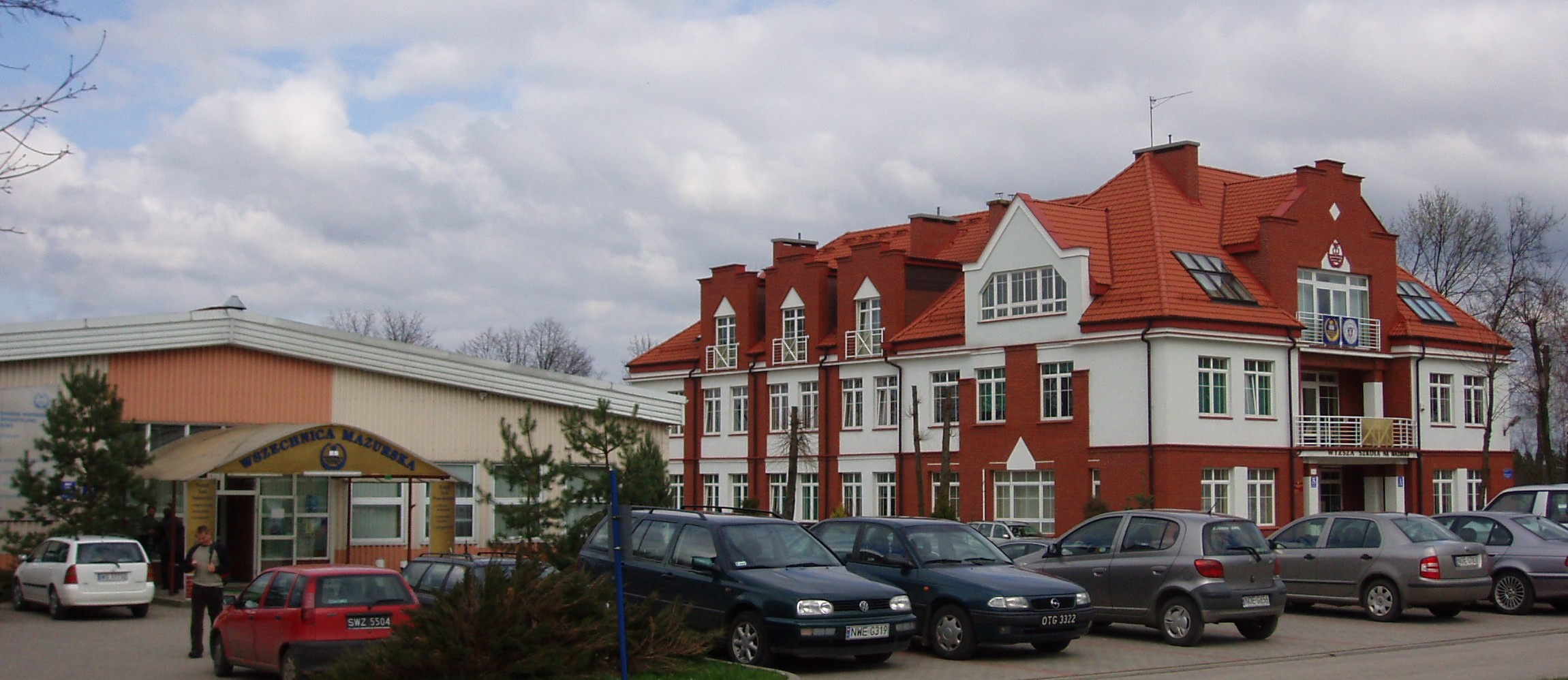
Wszechnica Mazurska

- Wszechnica Mazurska – pierwsza niepaństwowa uczelnia w północno-wschodniej Polsce, powstała w 1992 r., działalność zakończyła w roku akademickim 2012/2013
- Uniwersytet Przyrodniczo-Humanistyczny w Siedlcach (filia)
- Kolegium Nauczycielskie (filia)
- Uniwersytet Gdański (filia)
- Uniwersytet w Białymstoku (filia)
- Uniwersytet Warmińsko-Mazurski (filia)

### Inne
- 3 szkoły językowe
- Państwowa Szkoła Muzyczna I Stopnia
- Zakład Doskonalenia Zawodowego
- Centrum Edukacji przy Środowiskowym Domu Samopomocy w Olecku

## Sport

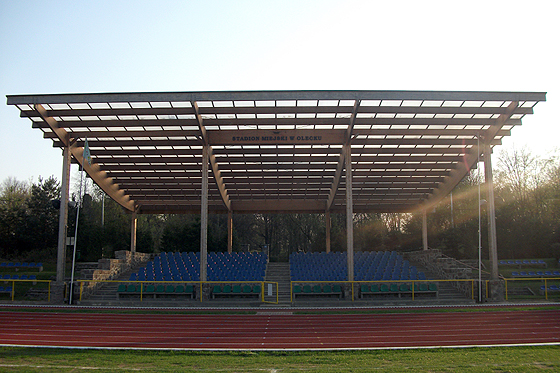
Stadion Miejski

W mieście swą siedzibę ma klub piłkarski Czarni Olecko. Aktualnie występuje w okręgowej lidze.
- Wiewiórcza Ścieżka – trasa rowerowo-spacerowo-biegowa wokół jeziora Olecko Wielkie (ok. 12 km)
- Olecka Szkoła Sztuk Walki Karate Kyokushin – klub karate odnoszący liczne sukcesy na szczeblu ogólnopolskim i międzynarodowym.
- Sportowy Klub Karate Kyokushin
- Sportowy Klub Tańca Towarzyskiego „Promenada”
- Stowarzyszenie biegaczy „Olecko Biega”
- Ludowy Uczniowski Klub Sportowy „Hidori” Olecko

W latach 2001–2010 rozgrywany był tutaj międzynarodowy turniej tenisowy kobiet rangi ITF, z pulą nagród 10 000 $.

## Wspólnoty wyznaniowe
- Kościół rzymskokatolicki:

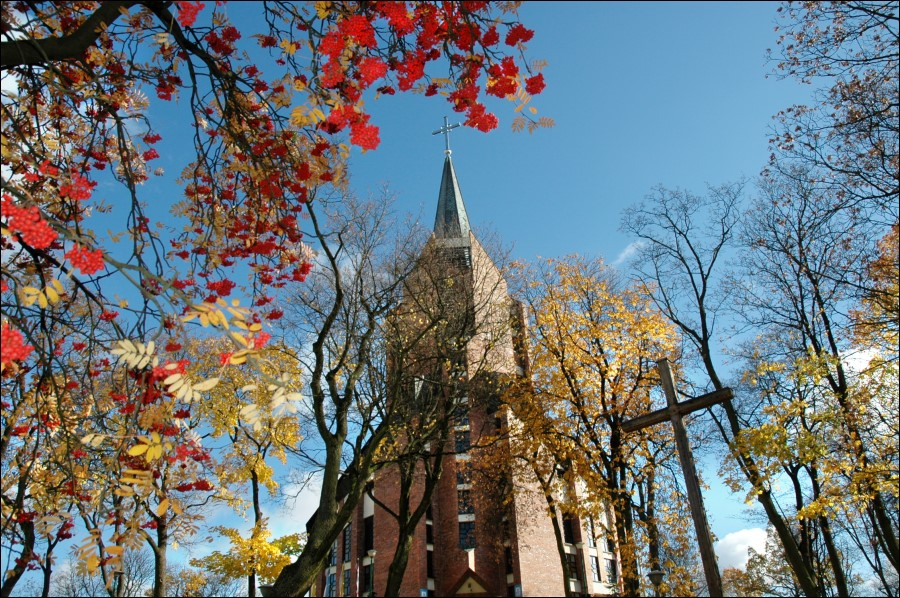
Kościół Najświętszej Maryi Panny Królowej Polski

  - parafia Najświętszej Maryi Panny Królowej Polski
  - parafia Podwyższenia Krzyża Świętego
  - parafia Świętej Rodziny
  - parafia Wniebowzięcia Najświętszej Maryi Panny
- Świadkowie Jehowy:
  - zbór Olecko, ul. Leśna 48[18].
- Kościół Boży w Chrystusie
  - Zbór w Olecku (ul. Armii Krajowej 18)[19]

## Współpraca międzynarodowa
Miasta partnerskie:
- Leverkusen, Niemcy
- Valmiera, Łotwa
- Lepe, Hiszpania

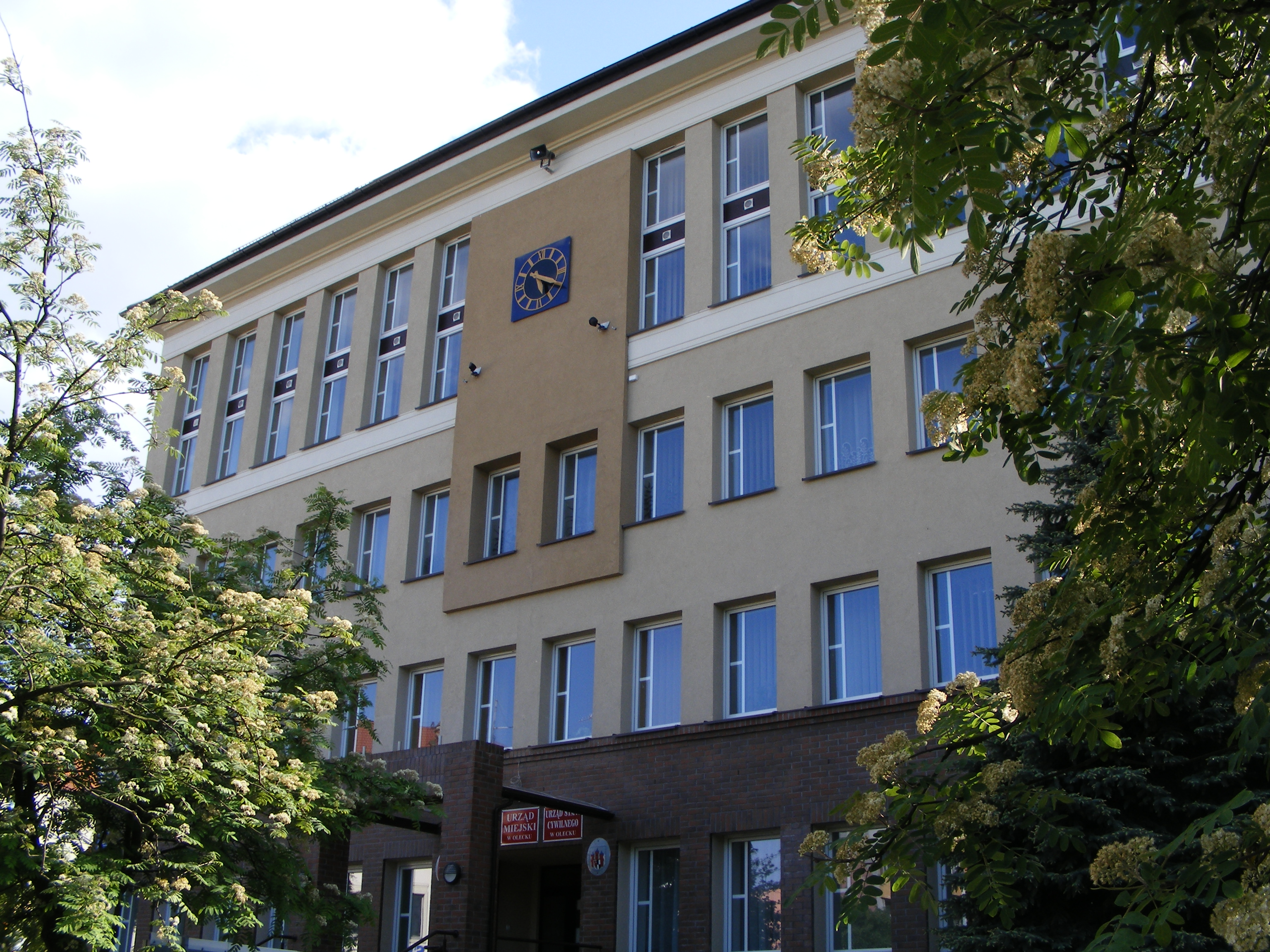
Urząd Miejski

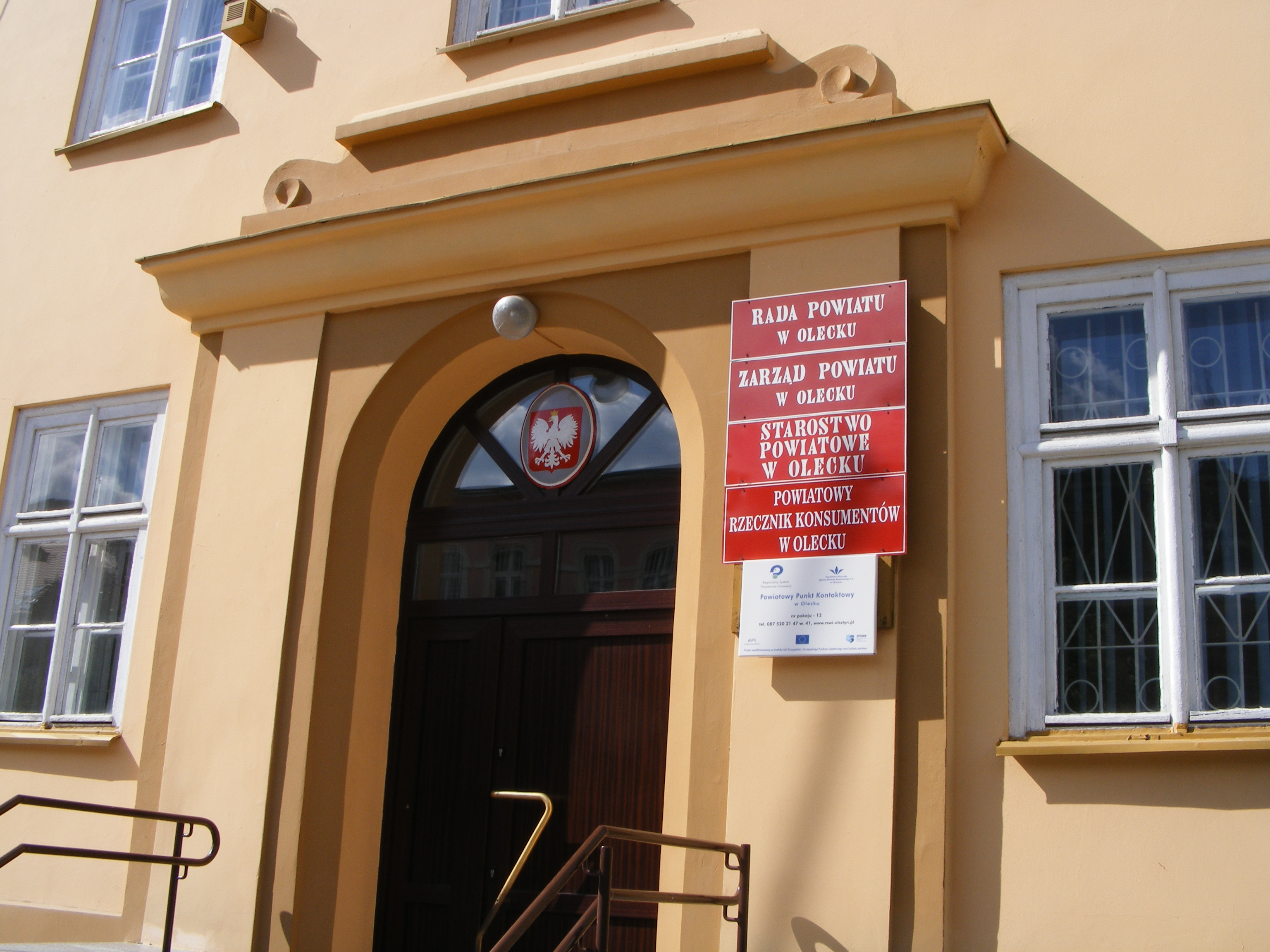
Starostwo Powiatowe

- Marly, Francja Gmina Olecko pierwsze kontakty z Marly (Francja) nawiązała 30 lat temu. Na mocy podpisanego wówczas porozumienia określono cele współpracy i formy ich realizowania. Porozumienie to miało na celu m.in. zacieśnienie kontaktów polsko-francuskich, wymianę doświadczeń, zacieśnienie kontaktów w specjalistycznych zagadnieniach interesujących obie strony, wymianę delegacji ogólnych i branżowych oraz inne formy bezpośrednich kontaktów, organizację bezpośrednich imprez w obu miastach.

Umowa realizowana była poprzez wymiany młodzieżowe, wizyty delegacji samorządowych, pomoc humanitarną. Obecne ustalenia mają poszerzyć dotychczasowe formy współpracy o wspólne przedsięwzięcia kulturalno-sportowe, turystyczne. Ponadto zamieszczane będą stałe serwisy informacyjno-promocyjne na temat gm. Olecko w miesięczniku wydawanym przez merostwo w Marly.
- Szczuczyn, Białoruś Umowa o współpracy została zawarta 7 listopada 1993 r. Miasta Olecko i Szczuczyn zobowiązały się do rozwijania przyjaznych stosunków i stałych wymian, które przyczyniają się do zacieśnienia więzi przyjaźni pomiędzy narodami. Współpraca miast ma na celu popieranie i promowanie wymian kulturalnych, sportowych, naukowych, technicznych i zawodowych poprzez wymianę doświadczeń i współdziałanie. Olecko zadeklarowało szczególne zainteresowanie środowiskami polonijnymi zamieszkałymi na terenie Szczuczyna. Delegacja samorządowa z Olecka uczestniczyła w uroczystym otwarciu Domu Polaków w Szczuczynie, gdzie przekazała dary w postaci książek.

- Wyłkowyszki, Litwa Umowa o współpracy miast została podpisana 31 maja 1996 r. Miasta Olecko i Vilkaviskis zobowiązały się do rozwijania przyjaznych stosunków i stałych wymian, które przyczyniają się do zacieśnienia więzi przyjaźni pomiędzy narodami. Współpraca miast ma na celu popieranie i promowanie wymian kulturalnych, sportowych, naukowych, technicznych i zawodowych poprzez wymianę doświadczeń i współdziałanie. Szczegółowy zakres realizacji umowy ustalany jest w drodze dyskusji, bądź wymiany korespondencji między osobami upoważnionymi do podejmowania decyzji w imieniu miast.

Akt połączenia i współpracy zdecentralizowanej pomiędzy:
Lepe (Hiszpania), Marly (Francja), Olecko (Polska), Valmiera (Łotwa), Vilkaviskis (Litwa) – został podpisany 13 lipca 1998 r.
- Drohobycz, Ukraina Umowa została zawarta 1 grudnia 2005 r. Gmina Olecko i miasto Drohobycz zobowiązały się do popierania i promowania wymian kulturalnych, sportowych, naukowych, technicznych i zawodowych poprzez wymianę doświadczeń i współdziałanie w obszarze energii odnawialnej, rozwoju i badań, jak również transferu technologii i Know How.

- Güssing, Austria Umowa o współpracy podpisana została 19 kwietnia 2006 r. Strony umowy zobowiązały się do angażowania się w rozwijania przyjaznych stosunków i stałych wymian, które przyczynią się do zacieśnienia więzów przyjaźnie pomiędzy Polską i Austrią. Współpraca ma na celu popieranie i promowanie wymian kulturalnych, sportowych, naukowych, technicznych i zawodowych poprzez wymianę doświadczeń i współdziałanie w obszarze energii odnawialnej, rozwoju i badań, jak również transferu technologii i Know How.

- Jõhvi, Estonia Umowa zawarta 25 maja 2006 roku. Strony umowy zobowiązały się do rozwijania przyjaznych stosunków i stałych wymian, które przyczynią się do zacieśnienia więzów przyjaźni pomiędzy Polską i Estonią. Współpraca ma na celu popieranie i promowanie wymian kulturalnych, sportowych, naukowych, technicznych i zawodowych poprzez wymianę doświadczeń i współdziałanie w obszarze energii odnawialnej, rozwoju i badań, jak również transferu technologii i Know How.

Byłe miasta partnerskie
- Gusiew, Rosja Umowa została zawarta 18 czerwca 2004 r. Gmina Olecko i miasto Gusiew zobowiązały się do popierania i promowania wymian kulturalnych, sportowych, naukowych, technicznych i zawodowych poprzez wymianę doświadczeń i współdziałanie. Partnerzy dążyli do rozwijania właściwej i szeroko rozumianej wymiany gospodarczej, popierali nawiązywanie współpracy między zakładami i instytucjami działającymi na ich terenie. Po rosyjskiej agresji na Ukrainę w 2022 roku miasto zerwało współpracę[20].

## Administracja
Olecko jest członkiem stowarzyszenia Unia Miasteczek Polskich.